# Timina
Timina é uma das quatro bases nitrogenadas principais encontradas no DNA, juntamente com adenina, citosina e guanina.
Com a fórmula C5H6N2O2, a timina também é conhecida como 5-metiluracil, uma pirimidina nucleobase. É a única base nitrogenada que existe apenas no DNA - a timina é substituída pela nucleobase uracila no RNA.
No emparelhamento de base Watson-Crick, a timina forma duas ligações de hidrogênio com uma adenina.

## História

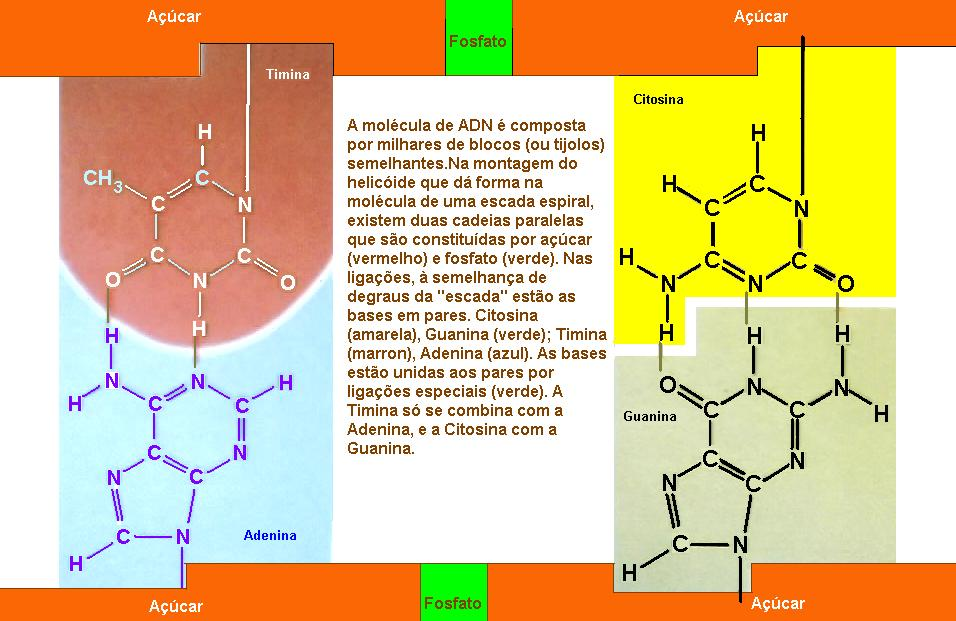
Como as bases emparelham: a timina emparelha com a adenosina

Em 1893, Albrecht Kossel relatou uma descoberta. Junto com seu assistente Albert Neumann, ele extraiu o ácido nucléico das glândulas do timo do bezerro e os tratou com ácido sulfúrico. Um produto de clivagem bem cristalizado foi formado, para o qual o nome timina - derivado da glândula timo - foi sugerido.